# Laquet de Cloutou
Pour les articles homonymes, voir Laquette.
Le laquet de Cloutou est un lac pyrénéen français situé administrativement dans la commune de Bagnères-de-Bigorre dans le département des Hautes-Pyrénées en région  Occitanie.
C’est un lac naturel qui a une superficie de 0,5 ha pour une altitude de 2 292 m, il atteint une profondeur de 3 m

## Toponymie
En occitan,  cloutou signifie « creux ».

## Géographie
Le laquet est situé dans la vallée de Campan, près du  lac de Gréziolles dans le massif du Néouvielle.

### Topographie
| Lac de Cloutou (2 292 m) | Hourquette Médette (2 293 m) |                             |
| Pic du Contadé (2 714 m) | laquet de Cloutou            | Lac de Gréziolles (2 113 m) |
|                          | Pic de Cloutou (2 565 m)     | Lac du Campana (2 225 m)    |

## Protection environnementale
Le laquet fait partie d'une zone naturelle protégée, classée ZNIEFF de type 1 : Cirque de Cloutou et sud de La Mongie et de type 2 : Bassin du haut Adour .

## Voies d'accès
Le laquet est accessible depuis la cabane de Gréziolles et le Refuge du Campana de Cloutou par une variante du sentier de grande randonnée GR 10.